# Kamienica przy ul. Gdańskiej 67 w Bydgoszczy
Kamienica przy ul. Gdańskiej 67 w Bydgoszczy – kamienica położona w Bydgoszczy przy ul. Gdańskiej 67.

## Położenie
Budynek stoi w zachodniej pierzei ul. Gdańskiej, między ul. Cieszkowskiego, a Świętojańską.

## Charakterystyka
Kamienicę wzniesiono w latach 1910–1911, według projektu architekta Rudolfa  Kerna. 
Od 1932 roku na parterze mieściła się cukiernia i piekarnia Klemensa Kwaśniewskiego, specjalizująca się w wypieku tortów, a wcześniej kawiarnia „Kresowa”.
Budynek prezentuje charakterystyczne dla pierwszego dziesięciolecia XX wieku formy wczesnego modernizmu. Bogato zdobiony jest portal wejściowy, balkon wspierają płaskorzeźbione pawie, zaś okna trzeciego piętra wieńczy fryz. 

## Galeria

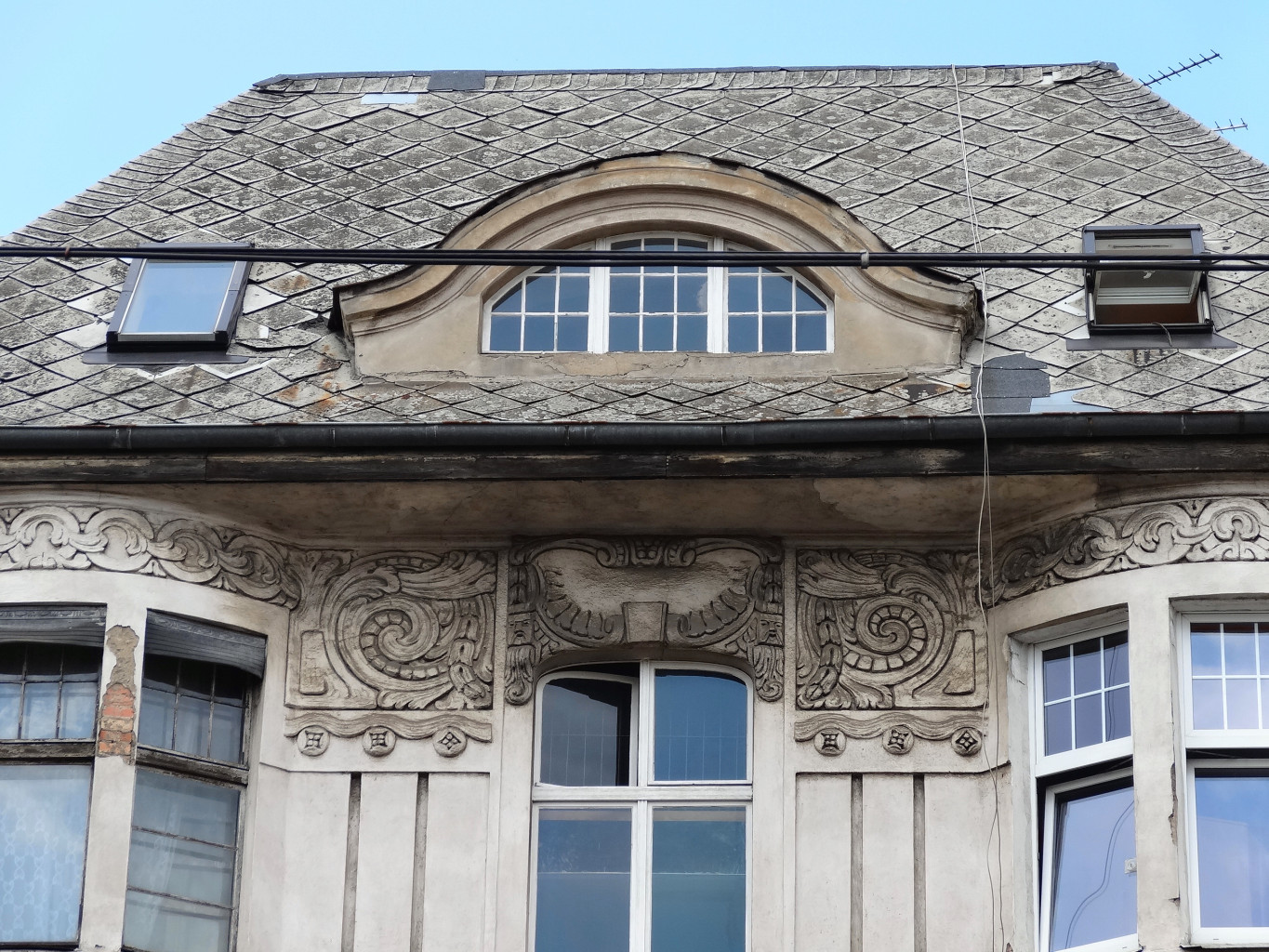
Dach
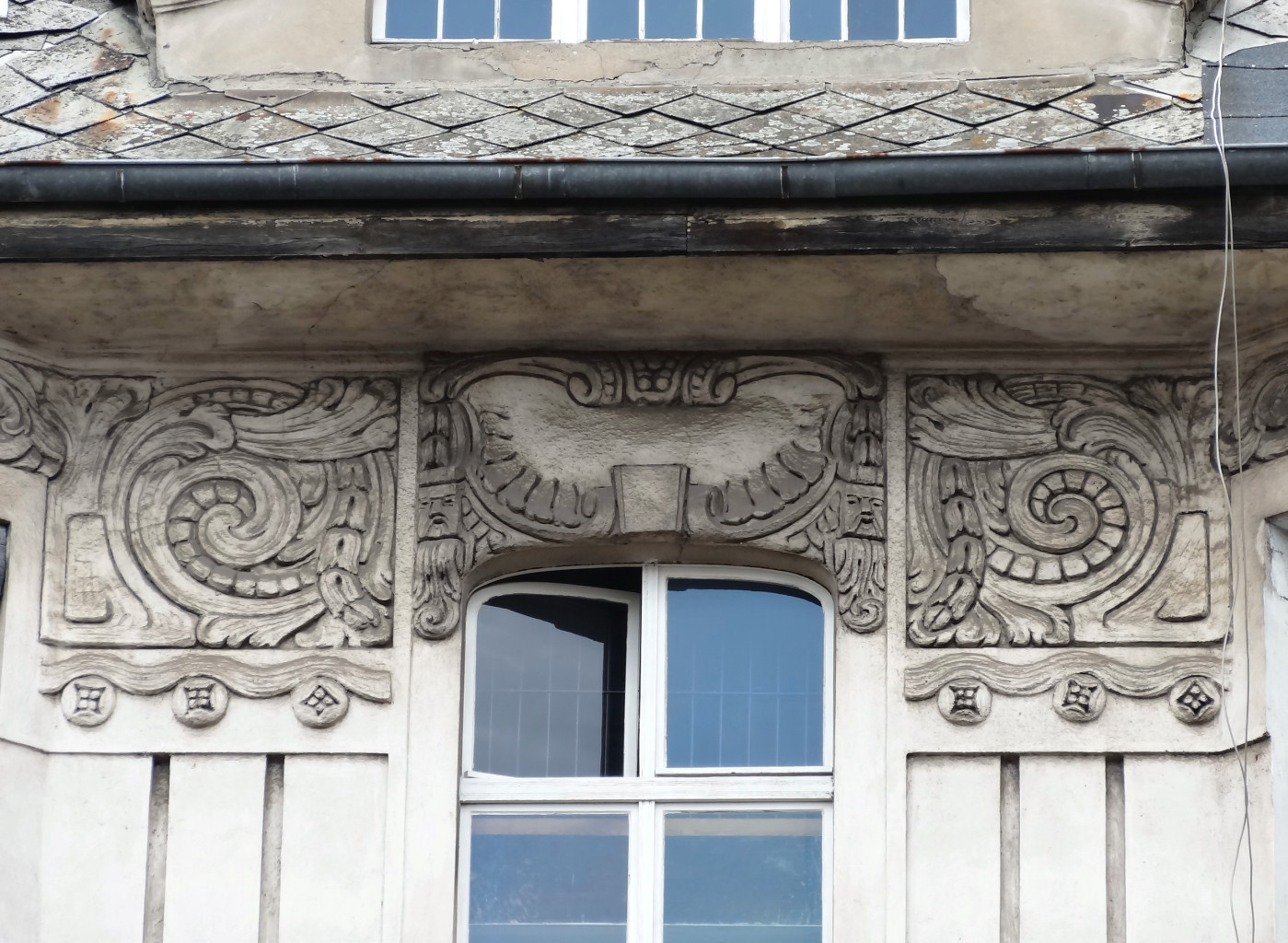
Secesyjny fryz
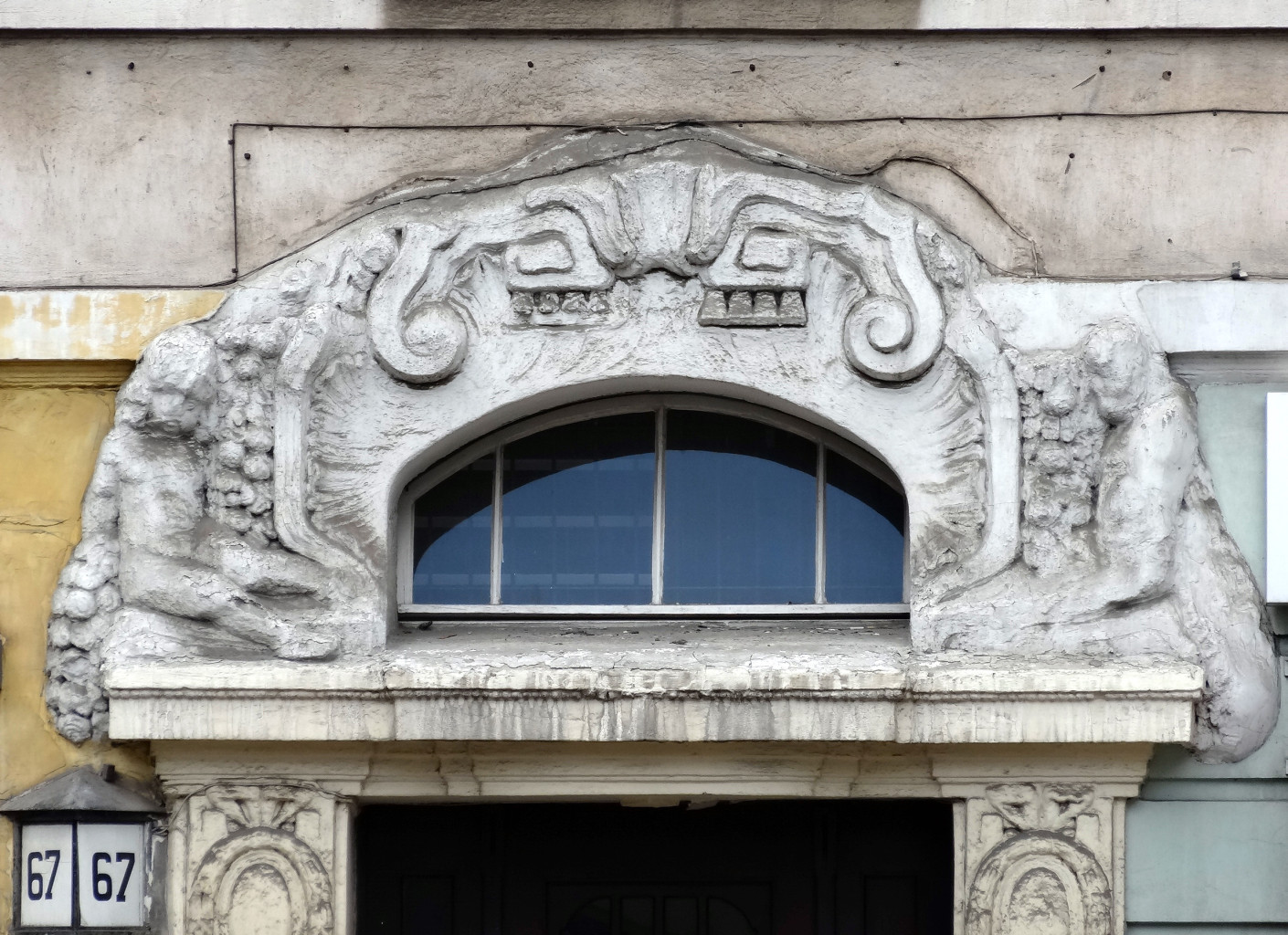
Naświetle